# 요가역
요가역(일본어: 用賀駅, ようがえき)은 일본 도쿄도 세타가야구 요가 2초메에 있는 도쿄 급행 전철의 역이다. 역 번호는 DT 06이다.

## 역사
- 1907년 4월 1일: 다마가와 전기철도(후, 도큐 다마가와 선) 요가 정류소 개업.
- 1969년 5월 10일: 다마가와 선 폐지에 따라 요가 정류소 폐지.
- 1977년
  - 4월 7일: 신타마가와 선의 역으로 영업 개시.
  - 11월 16일: 주간 시간대에 덴엔토시 선 직통 쾌속 운전 개시.
- 1978년 8월 1일: 한조몬 선 개통에 따라 한조몬 선과 직통 운전 개시.
- 1979년 8월 12일: 각역정차도 포함한 종일 덴엔토시선과 직통 운전 개시.
- 1993년: 세타가야 사업 스퀘어 준공에 맞추어 북문 개량, 에스컬레이터와 엘리베이터 설치, 버스 터미널이 정비됨.
- 1994년 1월 17일: 요가 나카마치도리 ~ 요가 역간 도쿄 도도 427호의 개통으로 요가 나카마치도리를 경유하는 버스는 요가 역 버스 터미널로 출입 개시와 동시에 요가 인근 버스 노선 개편 실시.
- 2000년 8월 6일: 신타마가와 선의 덴엔토시 선과의 노선 통일로, 덴엔토시선의 역이 됨.
- 2001년
  - 3월: 하행 승강장 엘리베이터 사용 개시.
  - 10월: 상행 승강장 엘리베이터 사용 개시.
- 2006년
  - 6월 22일: 도쿄 지하철 8000계 전철 사용의 상행 급행 전철이 요가 역을 통과할 때 10량 편성 중 4량의 차체와 플랫폼이 접촉하여, 차체와 플랫폼의 양측에 흠집 발생. 승객 약 3000명에게 부상은 없었고, 열차도 그대로 정시 운행됨.
  - 6월 26일: 상기 접촉 사고 발각으로 도큐는 해당 역의 통과 속도를 통상 시속 75km에서 시속 50km로 억제.
- 2007년 4월 5일: 상기의 사고를 계기로 발각된 가지 가야 역 홈과 전차의 접촉 사고에 대한 조치 완료에 맞추어 전년부터 계속된 요가 역에서 속도 제한을 해제[1].
- 2009년 10월 1일: 관내 개편으로 본 역은 산겐쟈야 관내에서 후타코타마가와 관내로 이관됨.

## 역 구조
도쿄 도도 427호 세타누쿠이 선의 지하에 상대식 승강장 2면 2선의 지하역이다. 지상의 도로 형상에 맞추어 승강장은 하행선에서 진행 방향 왼쪽으로 굽어지는 부분에 설치되어 있다. 상행 승강장 시부야 방향, 후타코타마가와 방향과 하행 승강장 후타코타마가와 방향으로 각각 비상 출입구가 마련되어 있다.
홈 층에서 개찰 층까지 엘리베이터, 개찰 층에서 지상까지는 에스컬레이터를 탄다고 엘리베이터가 설치되어 있다. 개찰층 개찰 내에는 발차 표가 설치되어 있다. 정기권은 전용 자동 매표기에서만 발매하고 있다.
비상용으로, 후타코타마가와 역 방향에 건늠선을 두고 있다. 이 건늠선 사용 예로는 후타코타 마가와 주변에서 실시되는 세타가야 구와 가와사키 시의 불꽃 대회 때 나가쓰타 방면 임시 열차의 반환점(단, 손님 탑승은 후타코타마가와까지)으로 사용된 사례나 2005년 7월 23일 발생한 지바현 북서부 지진에 의한 시부야 역에서 앞의 도쿄 지하철 한조몬 선이 불통이 된 후타코타마가와 행으로 전환된 전차가 당역으로 회차된 사례가 있다. 그 외, 사고와 악천후의 반환점, 심야의 시험 열차 전선에 사용된 사례가 있다.
화장실은 개찰구를 나오면 정면에 위치하고 다기능 화장실도 설치되어 있다.
역 색상은 "옥색"으로 승강장 벽의 일부에 옥색 선이 그어져 있다. 다만, 실제로 사용되는 색은 일본 산업 규격(JIS규격)가 정한 JIS관용 색에서 물색보다 파란색에 가까운 색이다. 승강장의 계단에 가까울수록 벽에 칠하고 있는 역 색깔의 폭은 굵어지고 승강장의 끝에 갈수록 하얀색 타일의 비율이 많아진다. 이는 시부야 역을 제외한 옛 신타마가와 선 지하 역 공통의 디자인(역 색상은 각각이다)에서 여객 승강의 편리성 향상 때문에 계단이 어디에 설치되고 있는지를 나타내고 있다.
본 역은 북문과 동구와 남쪽 출입구 3곳의 출입구가 있고 북문은 세타가야 비즈니스 스퀘어 건물과 요가 역 버스 터미널의 동구는 요가 상가에, 남쪽 출입구는 헤세이 빌딩 요가와 이어져 있다. 역의 지하부는 세타가야 사업 스퀘어 지하층과 직결된다.
상행 승강장의 비상구 지상 출구입는 거의 옛 다마가와 선 요가 역 구역사가 있던 자리에서 지역 단체의 다마덴 요가 역 뒤의 석표가 옆에 마련되어 있다.
2013년 말(공식 날짜로는 2014년 1월 1일)에 "세타가야 사업 스퀘어 앞"이라는 부역명 표기 광고가 부역명판에 게시되었다.

### 승강장
| 번호 | 노선        | 방향 | 행선                                                |
| ---- | ----------- | ---- | --------------------------------------------------- |
| 1    | 덴엔토시 선 | 하행 | 후타코타마가와・나가쓰타・주오린칸 방면             |
| 2    | 덴엔토시 선 | 상행 | 시부야・ 한조몬 선 오시아게・ 도부 선 가스카베 방면 |

## 역 주변
- 세타가야 사업 스퀘어
  - 요가 역전 우체국
  - 도큐 커뮤니티 본사
  - 캐터필러 재팬 본사
  - 크롯크스 재팬 본사
- FM 세타가야
- 도메이 고속도로 도쿄 IC
- 국도 제246호선
- 도쿄 도도 제427호선
- 기누타 공원
  - 세타가야 미술관
- 세타가야 구청 요가 출장소
- 세타가야 구 다마가와다이 구민 센터
  - 세타가야 구 다마가와 다이 아동관
  - 세타가야 구 다마가와 다이 도서관
- 요가 주거장 - 구영 유료.
- 다마가와 경찰서 요가 파출소
- 세타가야 요가 우체국
- 세타가야 세타 우체국
- 고마자와 대학 고등학교
- 미타 국제 학원 중・고등 학교
- 육상자위대 요가 주둔지
  - 해상자위대 도쿄 음악대

## 인접역
| 도쿄 급행 전철 덴엔토시 선     | 도쿄 급행 전철 덴엔토시 선 | 도쿄 급행 전철 덴엔토시 선         |
| ------------------------------ | -------------------------- | ---------------------------------- |
| DT 05 사쿠라신마치 시부야 방면 | ■ 준급 ■ 각역정차          | 후타코타마가와 DT 07 주오린칸 방면 |